# 東側山區快速道路
東側山區快速道路，民間又稱東側山快，是台灣台北市已終止規劃的快速道路之一，原屬於環東快速道路，路線起自忠孝東路向陽路口，向南穿越虎山、拇指山，最終抵達基隆路辛亥路口。

## 路線走向

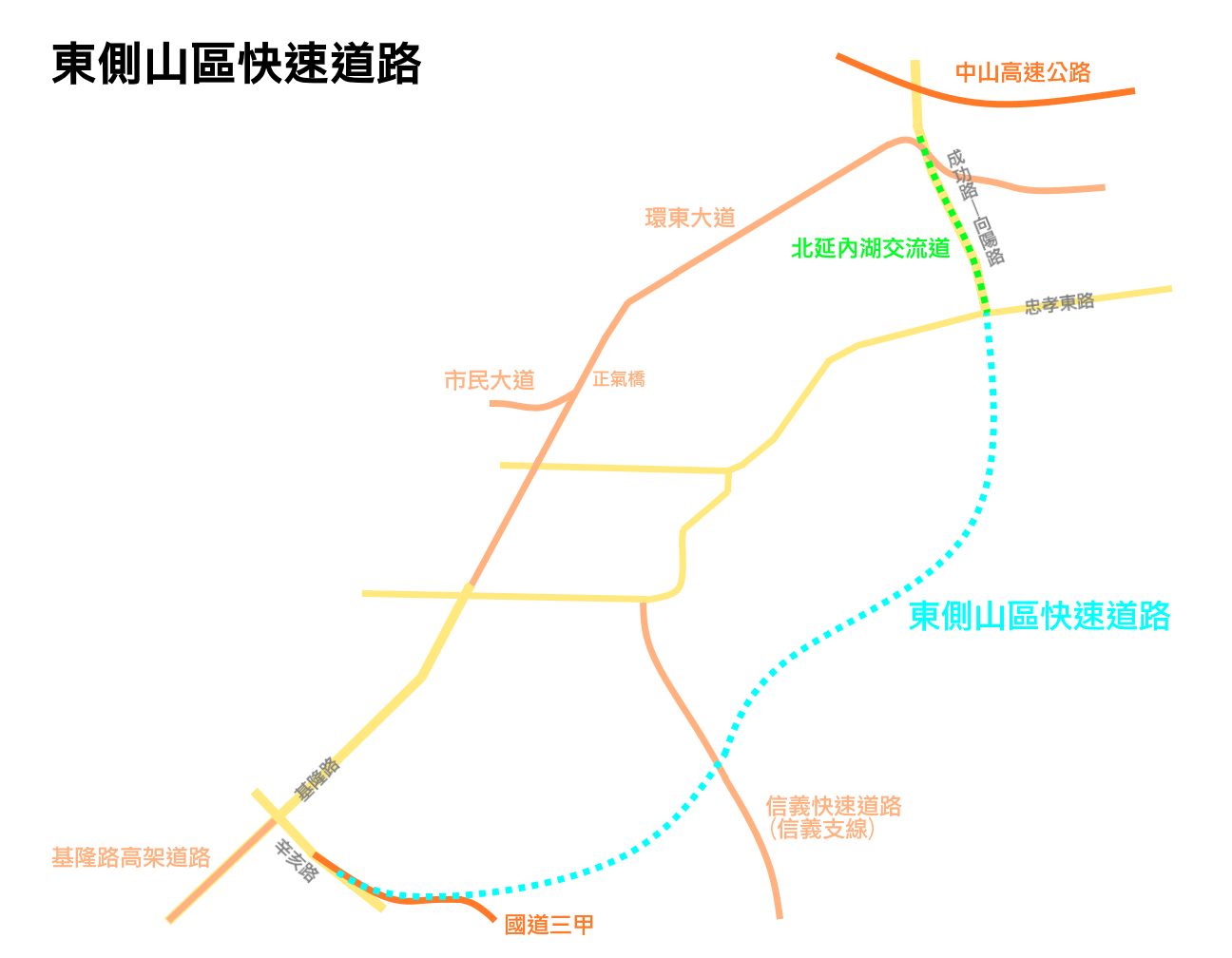
原外東側山區快速道路路線走向

路線起自南港區忠孝東路與向陽路口，穿越四獸山後銜接信義快速道路，再次穿越山區至辛亥路基隆路口與國道三甲、基隆路高架道路串聯。計畫長約10.3公里。此外，路線在1998年的版本中也有向北自向陽路、成功路延伸至麥帥公路（指中山高速公路）的計畫。

## 歷史
為改善臺北市東區道路系統以及未來大型發展，如信義計畫區等計畫，台北市政府工務局新建工程處於1990年辦理《臺北市東側山區快速道路工程先期評估規劃》，確立東側山區快速道路大致路線走向。同年中華技術學院學報也提出《臺北市東側山區快速道路交通研究》。
2001年1月29日，在台北市政府交通局、工務局、發展局的溝通下，決議優先推動新天母快速道路，並將外雙溪快速道路、東側山區快速道路延後時程。
2005年，台北市政府因捷運導向政策，及東側山區快速道路絕大部分與國道3號新店至汐止路段重疊而暫緩興建東側山區快速道路計畫。

## 外部連結
- 中華民國交通部92年交通年鑑 （页面存档备份，存于）